# Pseudorhiza aurosa
Pseudorhiza aurosa is een schijfkwal uit de familie Lychnorhizidae. De kwal komt uit het geslacht Pseudorhiza. Pseudorhiza aurosa werd in 1882 voor het eerst wetenschappelijk beschreven door von Lendenfeld. 